# Kremsierer Eisenbahn

Das Streckennetz der Kremsierer Eisenbahn

Die Actien-Gesellschaft der priv. Kremsierer Eisenbahn war ein privates Eisenbahnunternehmen in Österreich, dessen Strecken im heutigen Tschechien lagen. Die Strecken der Gesellschaft befanden sich in Mähren um die Stadt Kroměříž (Kremsier). Die Gesellschaft ging 1887 in der k.k. priv. Kaiser Ferdinands-Nordbahn (KFNB) auf. Der Sitz der Gesellschaft war in Wien.

## Geschichte
Verschiedene Projekte für einen Anschluss der Stadt Kremsier an das Eisenbahnnetz gab es schon seit 1868. Interessenten waren vor allem die Stadt Kremsier selbst und einige dort angesiedelte Zuckerfabriken, die den Bahnanschluss von Hullein wünschten.
Am 7. September 1880 erhielt schließlich die Stadtgemeinde Kremsier „im Vereine mit Johann Troltsch, Adalbert Schipek, Leopold Kampf und Dr. Willibald Wildschuh...das Recht zum Baue und Betriebe einer als normalspurige Localbahn auszuführenden Locomotiveisenbahn von der Station Hullein der ausschl. priv. Kaiser Ferdinand-Nordbahn nach Kremsier“ erteilt. Grundlage der Konzession war das Eisenbahnkonzessionsgesetz vom 14. Dezember 1854 und das Gesetz, betreffend die Zugeständnisse und Begünstigungen für Localbahnen vom 25. Mai 1880. Die Konzessionäre wurden verpflichtet, den Bau der Strecke sofort zu beginnen und binnen sechs Monaten fertigzustellen. Darüber hinaus enthielt die Konzessionsurkunde die Festlegung, dass „die Fahrbetriebsmittel, Schienen und sonstigen Bahnbestandteile, sowie alle Ausrüstungsgegenstände...ausschließlich aus inländischen Werken zu beschaffen“ sind. Am 1. Dezember 1880 wurde die Strecke für den Güterverkehr und am 15. Dezember 1880 für den Gesamtverkehr eröffnet. Den Betrieb führte die KFNB für Rechnung der Eigentümer aus.
Am 2. Mai 1881 schlossen sich die Interessenten zu einer Genossenschaft zusammen. Sie erhielt am 4. August 1881 die Konzession zur Fortführung ihrer Strecke nach Zborowitz (Zborovice). Am 24. Oktober 1881 wurde diese Streckenerweiterung in Betrieb genommen.
Eine weitere Streckenerweiterung wurde kurz darauf noch von Hullein in östlicher Richtung über Bistritz am Hostein (Bystřice pod Hostýnem) und Wallachisch Meseritsch (Valašské Meziříčí) geplant. Die Konzession dafür wurde am 26. Februar 1882 und 14. Februar 1883 erteilt. Am 24. September 1882 (Hullein–Holleschau) bzw. 15. November 1882 (Holleschau–Bistritz am Hostein) wurde die Strecke bis Bistritz am Hostein eröffnet. Ab dem 15. September 1883 führte die Kremsierer Eisenbahn den Betrieb selbst aus.
Am 1. Jänner 1886 erhielt die KFNB eine neue Konzession, die unter anderem auch die Einlösung der Kremsierer Eisenbahn und die Einbeziehung deren Strecken in die zu errichtende Mährisch-Schlesische Städtebahn vorsahen. In dem Zusammenhang wurde auch die Konzession für die Strecke Bistritz am Hostein–Wallachisch Meseritsch am 1. Jänner 1886 für erloschen erklärt. Die Kaufverhandlungen gestalteten sich schwierig, da die KNFB anfangs nur die Strecke Kremsier–Hullein–Bistritz erwerben wollte. Letztlich ging dann doch die gesamte Kremsierer Eisenbahn für 2,1 Mio. Gulden an die KNFB über. Der rückwirkend zum 1. Jänner 1887 gültige Kaufvertrag wurde am 7. Jänner 1887 geschlossen. Die Betriebsübergabe erfolgte am 14. Jänner 1887.
Am 1. Juni 1888 eröffnete die KFNB die Neubaustrecken Kojetin–Kremsier und Bistritz am Hostein–Frydek-Mistek als Teil der neuen Mährisch-Schlesischen Städtebahn. Die Strecke Kremsier–Zborowitz verblieb als Lokalbahn im Netz der KFNB.

## Strecken
Das Streckennetz der Kremsierer Eisenbahn hatte eine Gesamtlänge von 42,407 Kilometer und gliederte sich in drei selbständige Strecken:
- Hullein–Kremsier (Hulín–Kroměříž): 7,548 km
- Kremsier–Zborowitz (Kroměříž–Zborovice): 16,521 km
- Hullein–Bistritz am Hostein (Hulín–Bystřice pod Hostýnem): 18,338 km

## Fahrbetriebsmittel
Die Kremsierer Eisenbahn besaß insgesamt sechs Lokomotiven, die von den österreichischen Herstellern Lokomotivfabrik Floridsdorf und Lokomotivfabrik Wiener Neustadt geliefert worden waren. Eine Besonderheit war die Lokomotive FÜRSTENBERG, die zusätzlich ein kleines Gepäckabteil und die Möglichkeit zur Einmannbedienung besaß. Alle Lokomotiven kamen noch zur KFNB. Bis 1926 wurden sie ausgemustert und verschrottet. Für die Nachwelt blieb keine museal erhalten.
An Wagen besaß die Kremsierer Eisenbahn fünf Personenwagen, zwei Postwagen, 30 gedeckte sowie 31 offene Güterwagen.
| Lokomotiven der Kremsierer Eisenbahn | Lokomotiven der Kremsierer Eisenbahn | Lokomotiven der Kremsierer Eisenbahn | Lokomotiven der Kremsierer Eisenbahn | Lokomotiven der Kremsierer Eisenbahn | Lokomotiven der Kremsierer Eisenbahn | Lokomotiven der Kremsierer Eisenbahn | Lokomotiven der Kremsierer Eisenbahn |
| Name                                 | Hersteller                           | Bauart                               | Baujahr                              | KFNB-Nr.                             | kkStB-Nr.                            | Verbleib                             | Ausmusterung                         |
| ------------------------------------ | ------------------------------------ | ------------------------------------ | ------------------------------------ | ------------------------------------ | ------------------------------------ | ------------------------------------ | ------------------------------------ |
| FÜRSTENBERG                          | Floridsdorf                          | A1-n2t                               | 1880                                 | 901                                  | 3.002                                | -                                    | 1912                                 |
| KROMĚŘÍŽ                             | Wiener Neustadt                      | B-n2t                                | 1881                                 | 902                                  | 85.10                                | -                                    | 1921                                 |
| FREIBERG                             | Floridsdorf                          | B-n2t                                | 1881                                 | 903                                  | -                                    | -                                    | 1908                                 |
| ZBOROWITZ                            | Floridsdorf                          | C-n2t                                | 1881                                 | 904                                  | -                                    | -                                    | 1895                                 |
| HOLEŠOV                              | Floridsdorf                          | C-n2t                                | 1881                                 | 905                                  | 93.11                                | ČSD 300.101                          | 1926                                 |
| BISTRITZ A. H.                       | Floridsdorf                          | C-n2t                                | 1883                                 | 906                                  | 93.12                                | PKP Tkh11-1                          | bis 1925                             |